# Мисцова
Мисцова (пол. Myscowa) — лемківське село в Польщі, у гміні Кремпна Ясельського повіту Підкарпатського воєводства.
Населення — 265 осіб (2011).

## Історія села
Мисцова одне з найстаріших сіл в околиці верхів'я Віслоки. В 1420 р. село було закріпачене родом Войшиків гербу Повала за волоським правом. Згадка про існування тут церкви сягає 1581 р.
У 1510 році село стало власністю сяноцького каштеляна Андрія Стадницького, а з XVII ст. власниками почергово були Кохановські, Любомирські, Семенські, Левицькі, Потулицькі.
За податковим реєстром 1581 р. село було власністю за волоським правом Миколая Стадницького гербу Шренява у Бецькому повіті; до парохії Мисцова належало 6 сіл, в селі було 18 селянських дворів, 5 загородники з ріллею, 1 коморники з тягловою худобою і 5 без худоби, господарство солтиса і «піп руський».
Нову муровану церкву Преп. Мат. Параскеви спорудили в 1796 р. на місці попередньої, котра простояла коло 400 років. Дана церква була парохіяльною, збереглася й досі, поряд до 1986 р. стояла давня дерев'яна дзвіниця із кованим залізним хрестом загадкового походження принаймні XVIII ст. Церква була ремонтована в 1908 р., після виселення лемків перетворена в 1949 р. на костел.

Жителі с. Мисцова на фоні храму у 1908 р.

У 1885 році у Крампній нараховувалось 1190 греко-католиків, кілька римо-католиків і 6 юдеїв.
До другої половини XIX ст. село було осередком каменярства і столярства на Лемківщині. Тут виготовляли побутові предмети, а також надгробні пам'ятники, придорожні хрести і каплички.
Перед Першою світовою війною в селі були двір і фільварок, школа, москвофільська читальня імені М.Качковського, тартак, два водяні млини, фолюш (сукновальня) і корчма. Щомісяця проводилися ярмарки худоби, на які приходили навіть із Пряшева.
Перша світова війна не спричинила значної шкоди селу. В 1937 р. жителі села спорудили нову школу.
До 1945 р. в селі була греко-католицька парохія Дуклянського деканату. Тилявська схизма не торкнулася села. Станом на 1936 рік в селі проживало 1285 греко-католиків і 10 римо-католиків. Метричні книги провадились від 1784 р.
На 01.01.1939 в селі проживало 1320 мешканців (1310 українців і 10 поляків).
У 1945 році більшу частину мешканців села було переселено на схід України, а 60 осіб 27 травня 1947 року в ході операції «Вісла» польським військом було депортовано на понімецькі землі Польщі в околиці Легниці й Любіна. Щоб уникнути депортації більшість записалися поляками, через що задокументовано залишення в селі 211 поляків та 10 українців — зі «змішаних» родин. На місце виселених українців були заселені поляки.
У 1975-1998 роках село належало до Кросненського воєводства.

## Пам'ятки
- Мурована церква Преп. Мат. Параскеви 1796 р.
- Парафіяльний цвинтар з дерев'яною каплицею св. о. Николая кінця XIX ст.
- Школа 1937 р.

## Відомі особистості
В поселенні народився:
- Хомик Василь Федорович (1933—2002) —  український поет, фольклорист.

## Демографія
Демографічна структура станом на 31 березня 2011 року:
|          | Загалом | Допрацездатний вік | Працездатний вік | Постпрацездатний вік |
| -------- | ------- | ------------------ | ---------------- | -------------------- |
| Чоловіки | 139     | 34                 | 87               | 18                   |
| Жінки    | 126     | 27                 | 59               | 40                   |
| Разом    | 265     | 61                 | 146              | 58                   |